# Лисичка бледная
Лисичка бледная (лат. Cantharellus pallens) — съедобный гриб семейства лисичковых (Cantharellaceae). Произрастает на богатой питательными веществами почве преимущественно под благородными лиственными деревьями, а также кустами берёзы и лещины.

## Описание
Шляпка диаметром от 5 до 15 сантиметров, у зрелых грибов воронковидной формы с неровными краями, у молодых грибов шляпки ровные с загибающимися вниз краями. Иногда сильно морщинистая посередине. По цвету от бледно-жёлтого до лимонно-желтого.
Мякоть плотная, желтоватая или белая, со слегка острым вкусом и приятным ароматом. От прикосновений слегка темнеет.
Ножка короткая и толстая, от 0,5 до 1,5 сантиметра толщиной, длина ножки составляет 3-15 сантиметров. Ножка четко разделена на нижнюю и верхнюю часть: низ ножки цилиндрической формы, а верх конусообразный.
Гименофор складчатый (псевдопластинчатый), бледно-желтого цвета.

## Сходные виды
- Ложная лисичка